# British Touring Car Championship 2003

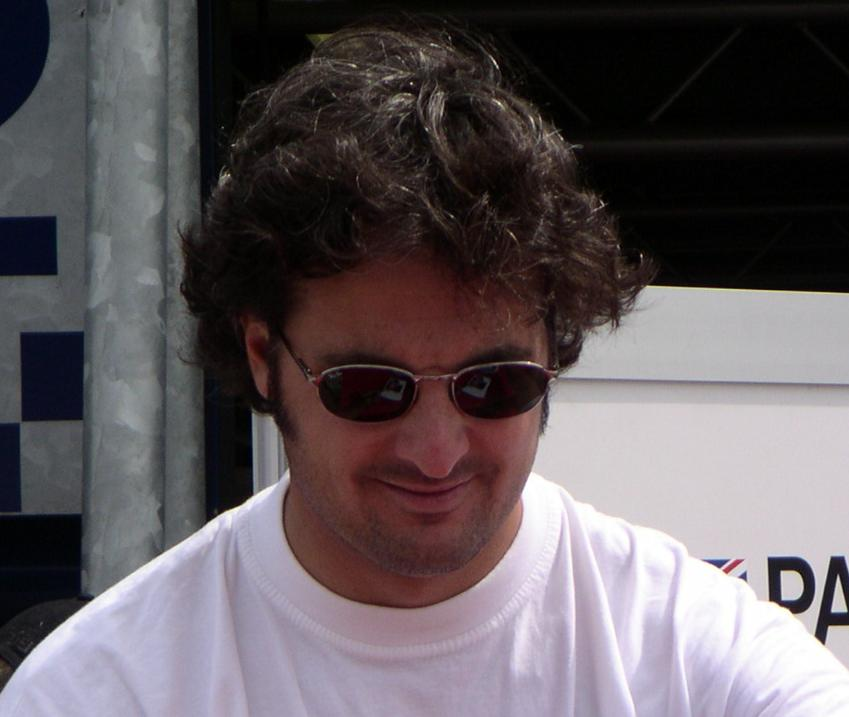
Förarmästerskapet vanns av Yvan Muller.

Green Flag MSA British Touring Car Championship 2003 var den 46:e säsongen av det brittiska standardvagnsmästerskapet, British Touring Car Championship. Yvan Muller vann mästerskapet för Vauxhall.

## Tävlingskalender
| Bana                            | Segrare Race 1 | Märke    | Segrare Race 2   | Märke    |
| ------------------------------- | -------------- | -------- | ---------------- | -------- |
| Mondello Park                   | James Thompson | Vauxhall | James Thompson   | Vauxhall |
| Brands Hatch                    | Matt Neal      | Honda    | Yvan Muller      | Vauxhall |
| Thruxton Circuit                | Yvan Muller    | Vauxhall | Yvan Muller      | Vauxhall |
| Silverstone Circuit             | James Thompson | Vauxhall | Yvan Muller      | Vauxhall |
| Rockingham Motor Speedway       | Matt Neal      | Honda    | Yvan Muller      | Vauxhall |
| Croft Circuit                   | Matt Neal      | Honda    | Anthony Reid     | MG       |
| Snetterton Motor Racing Circuit | Paul O'Neill   | Vauxhall | Matt Neal        | Honda    |
| Brands Hatch                    | Warren Hughes  | MG       | Colin Turkington | MG       |
| Donington Park                  | Matt Neal      | Honda    | Yvan Muller      | Vauxhall |
| Oulton Park                     | James Thompson | Vauxhall | Matt Neal        | Honda    |

## Slutställning
| Pl. | Förare         | Märke    | Poäng |
| --- | -------------- | -------- | ----- |
| 1   | Yvan Muller    | Vauxhall | 233   |
| 2   | James Thompson | Vauxhall | 199   |
| 3   | Matt Neal      | Honda    | 148   |
| 4   | Paul O'Neill   | Vauxhall | 138   |
| 5   | Alan Morrison  | Honda    | 125   |
| 6   | Anthony Reid   | MG       | 121   |